# Кліматичний страйк (2019)

Карта страйків по країнам
1,000,000+
100,000
10,000
1,000
100
Невеликі протести, дані не точні

Кліматичні страйки у вересні 2019 року — серія міжнародних страйків та акцій протесту з вимогою вжити заходів щодо подолання кліматичних змін. Основними датами проведення страйків стали 20 вересня 2019 року, за три дні до саміту ООН з питань клімату, та 27 вересня, а цілий тиждень страйків між 20 та 27 вересня запропоновано назвати Страйком за Землю. Подія є одним з найбільших кліматичних страйків в історії США. Є частиною шкільного страйку заради клімату, організатором якого є Ґрета Тунберґ.
20 вересня організатори повідомили, що в страйках в Німеччині взяли участь 1,4 мільйона людей, за оцінками, 300 тисяч протестувальників взяли участь в страйках в Австралії. Мітинг у Лондоні зібрав 100 000 учасників, за даними організаторів.

## Причини
Страйк став третім глобальним шкільним страйком проти кліматичних змін. Перший страйк проводився березні 2019 року та мав 1,6 мільйона учасників з понад 125 країн. Другий у травні 2019 року був приурочений до виборів до Європейського парламенту 2019 року, що складався з понад 1600 маршів у 125 країнах. Треті страйки будуть сконцентровані 20 та 27 вересня. Вони приурочені до самітів ООН та саміту молоді проти глобальних кліматичних змін. 27 вересня також є річницею видання книжки «Тиха весна», 1962 року, яка була ключовою для започаткування екологічного руху.
У деяких ЗМІ страйки називають щонайбільшими клімат-протестами у світовій історії.

## Протести за країнами

### Афганістан
У Кабулі близько 100 молодих людей виступили проти кліматичних змін, страйки захищають військові. Міністерство охорони здоров'я Афганістану повідомляє, що тисячі афганських людей щорічно гинуть від забруднення повітря.

### Аргентина
Аргентина запланувала 18 маршів у рамках глобального кліматичного страйку. Молодь Аргентини, вимагають термінових заходів, зосереджуючись на центральній площі де-Майо в столиці Аргентини Буенос-Айресі. Окрім міжнародних гасел, девіз протесту в Аргентині - «Ми не хочемо бути смітником світу», посилаючись на суперечливий указ президента країни Маурісіо Макрі, який визначає критерії імпорту відходів з інші країни на більш гнучкі.

### Австралія

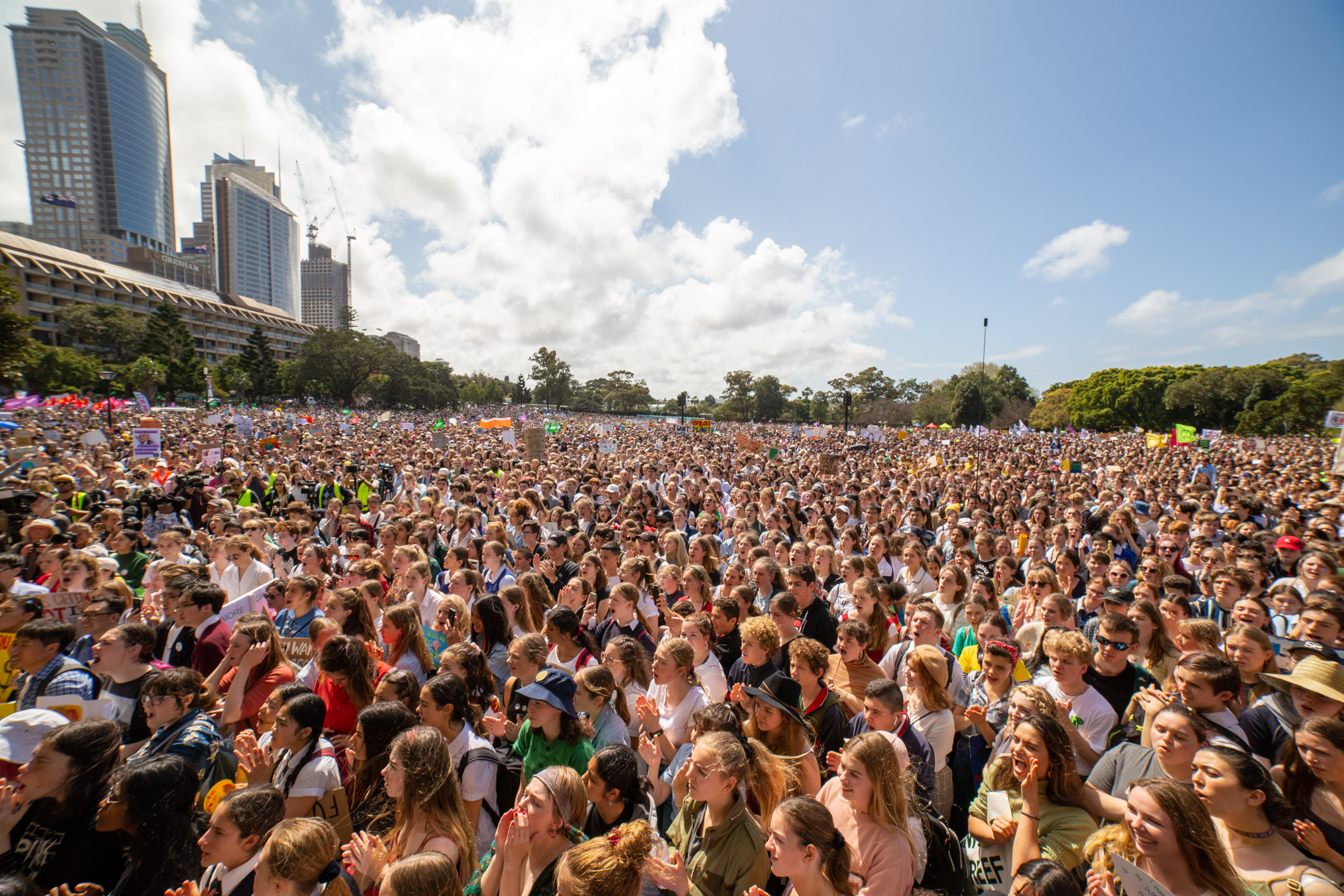
Кліматичний страйк у Сіднеї

Організатори підрахували, що понад 300 000 людей прийшли на мітинг через глобальні кліматичні зміни в Австралії. Понад 2, 500 підприємств дозволили працівникам брати участь у страйках або повністю закрилися протягом дня. Лише в Мельбурні на протест зібралося близько 100 000 людей. Організатори стверджують що в Домені, районі Сіднею зібралось близько 80 000 людей. На страйк в Брисбені зібралося 20 000 протестувальників, в той час як організатори повідомили про цифри в 22 000, 10 000 та 8 000 на страйках в Хобарті, Перті та Аделаїді.
Протестувальників в Австралії закликали уряд до 2030 року досягти «100-відсоткового виробництва та експорту відновлюваної енергії», щоб утриматися від запуску нових проектів викопного палива та фінансувати «справедливий перехід та створення робочих місць для всіх робітників та громад викопного палива».

### Бангладеш
До протестів у Даці приєдналися тисячі школярів з різних шкіл, закликаючи світових лідерів до дій та формування живого людського ланцюга.

### Бельгія
За даними поліції, 15 000 людей вийшли на вулиці в Брюсселі і попрямували до європейського кварталу.

### Болівія
Студенти з Ла-Пасу та Кочабамби спільно взяли участь у кліматичному страйку, який має на меті досягти від лідерів невідкладних заходів щодо припинення екологічної катастрофи разом з молоддю, який пройшов через Пасео дель Прадо і створив людський килим. 
Протест включав виступи про пожеж в Чикітанії, де молодь вимагала скасування закону, що дозволить очищення лісів на сході країни, і просила оголосити стан про національну катастрофу. Студенти та викладачі університету Сан-Сімон з Кочабамби вийшли на вимогу безстрокової зупинки руйнування навколишнього середовища в районі Чикітанії.

### Бразилія
Тисячі людей протестували в таких містах, як Ріо-де-Жанейро, Сан-Паулу та Бразиліа. Протестувальники згуртувались, закликаючи уряд Бразилії зайняти позицію у боротьбі із збільшенням вирубки лісів Амазонії та лісових пожеж.

### Бурунді
В Бужумбурі 35 активістів прибирали сміття на березі озера Танганьїка.

#### Гонконг
Запланований студентський марш було відмінено через занепокоєння безпекою на тлі протестів у Гонконзі, хоча в центральному діловому районі міста було проведено невелику акцію.

### Велика Британія

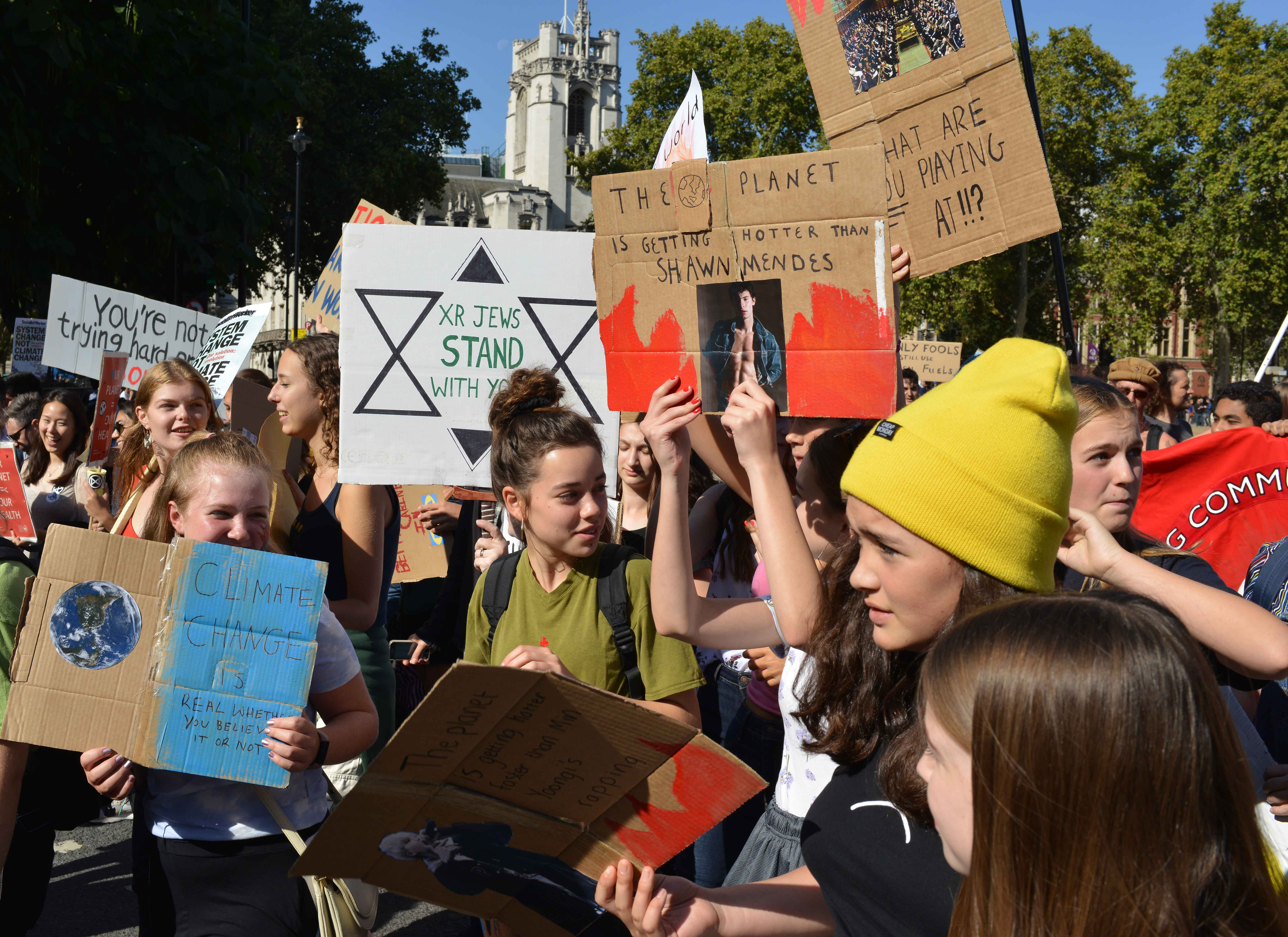
Протестуючі в Лондоні

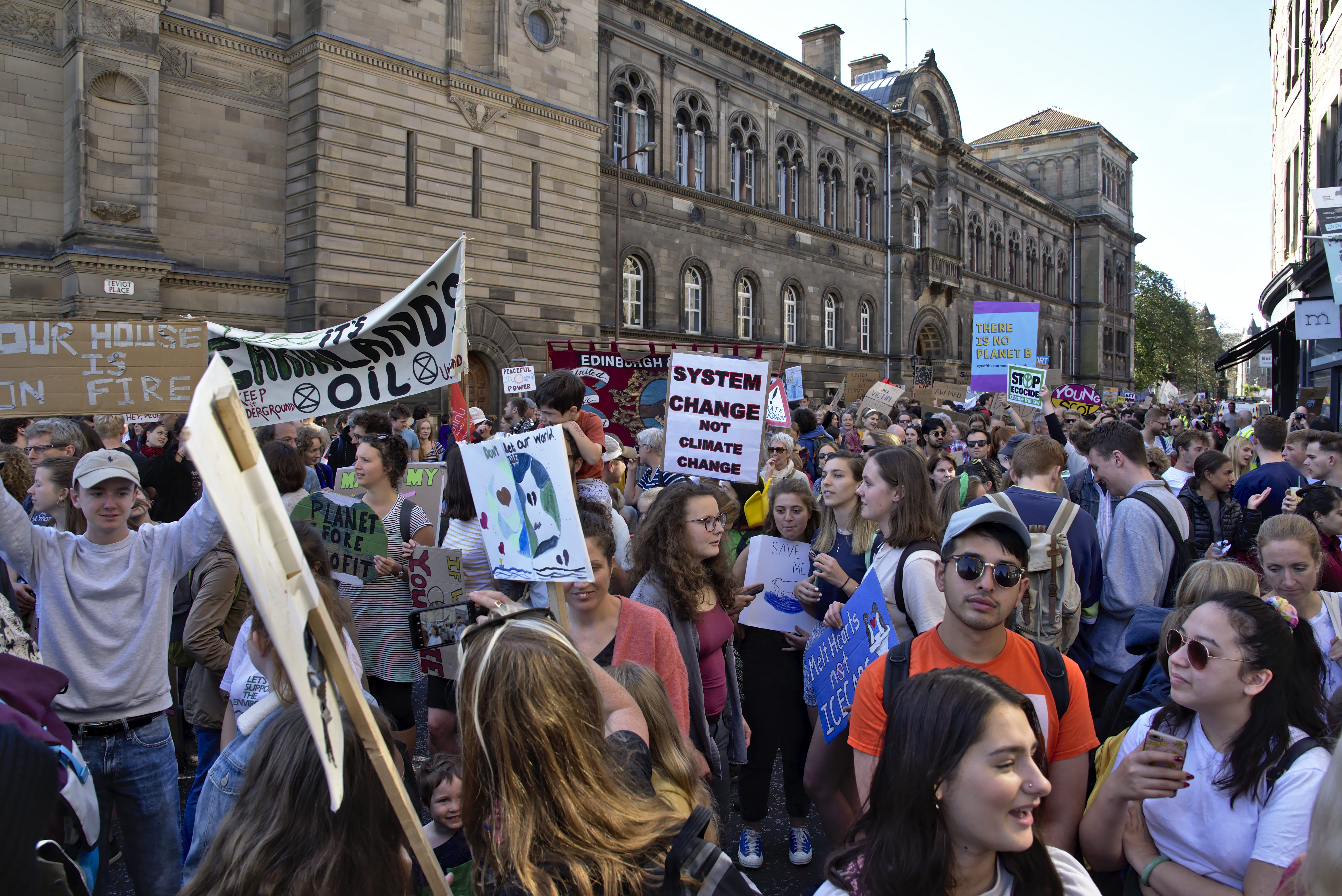
протести в Единбурзі

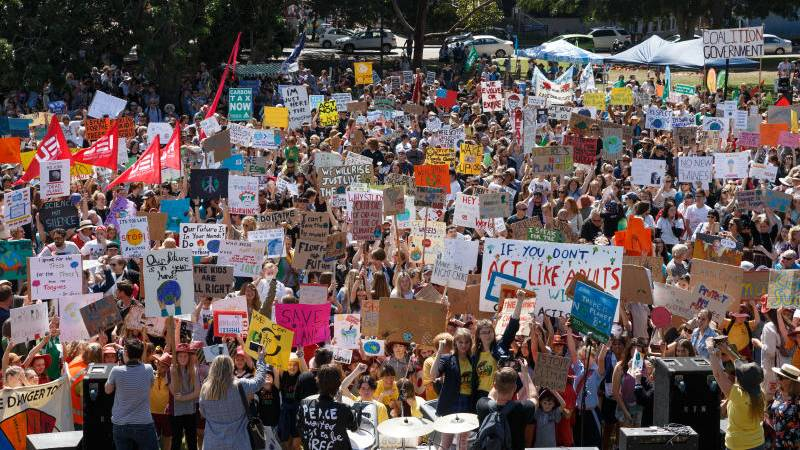
Протестуючі в Ньюкаслі

Британська студентська кліматична мережа (UKSCN) запланувала понад 200 заходів по усій Великій Британії на 20 вересня.
Вони підтримують «Новий зелений курс», а вік для запису на протести буде скорочений з 18 до 16 років. Протести підтримують університетський і коледжний союз, об'єднані профспілки та конгрес профспілок. Кооперативний Банк співпрацює з Unite, для фінансування та підтримки протестів. Учителів попередили, що заохочення учнів до страйку чи відсутності реєстрації прогулів студентів може призвести до юридичних чи дисциплінарних заходів.
Протести у Вестмінстері розпочалися об 11:00 20 вересня. Повстання проти вимирання планує блокувати Порт Дувер 21 вересня.

### Грузія
Більше 100 людей, включаючи неповнолітніх, зібралися перед мерією Тбілісі в рамках страйків. Вони також закликали охороняти міські ліси та паркові угіддя.

### Греція
У Греції протести відбулися у численних містах по всій країні, особливо в Афінах та Салоніках. Явка в Афінах становила приблизно 3000 протестуючих. Протести підтримали муніципальна влада Афін та інші організації. Протести організовуються як з місцевих так і з боку громадських ініціатив.

### Данія
Площу Ратуші Копенгагена заполонили молоді та літні люди у рамках всесвітнього страйку з виступами, музикою та танцями.

### Еквадор
Площа Незалежності в столиці Еквадору Кіто була заповнена сотнями екологічних активістів у рамках страйку.

### Індія
В Індії понад 14 000 людей підписалися на 26 страйків по всій країні в рамках глобальних страйків. У Делі більше 2000 студентів та школярів вимагали від прем'єр-міністра оголосити про негайну кліматичну надзвичайну ситуацію в Індії. Індійський аналітичний центр попередив, що в багатьох містах Індії може скоро закінчитися питна вода.

### Індонезія
Протести відбулися по всій країні.

### Ірландія
Понад 20 000 людей протестували в Ірландії, в тому числі від 10 000 до 15 000 у Дубліні. Протести розпочалися близько півдня в Дубліні, Корку, Голвей, Лімерику, Вотерфорді, Дроеді, Навані, Дандолку, Белфасті та багатьох інших містах, перш ніж вирушити на мітинги в центральну частину країни.

### Ізраїль
Сотні людей, більшість з яких є студентами, протестували в Тель-Авіві, Єрусалимі та ще трьох містах. 
До них приєдналася група художників з руху «Extinction Rebellion», які одягнулися в червоний колір, щоб підкреслити небайдужість до вимирання тварин. Член партії "Блакитно-білі" Мікі Хаймович висловила солідарність з протестувальниками та справою.
По всьому Ізраїлю було близько 800 страйкарів, які планують знову зібратися 27 вересня.

### Канада
Страйки розпочалися 20 вересня у Ванкувері. Подальші демонстрації проти змін клімату заплановані на 27 вересня в 80 містах. Районна шкільна рада Торонто порадила вчителям уникати складання тестів або завдань на цей день. Плануються великі демонстрації та марші по всій країні, в тому числі у Ванкувері, Торонто та Монреалі, де буде присутня також Ґрета Тунберґ.

### Китай
Китайський уряд не організував жодних протестів. Прес-секретар Китайської молодіжної мережі з кліматичних змін Чжен Сяоуен заявив, що «китайська молодь має свої методи», і вони їх покажуть.

### Колумбія
Як одна з найбільш біорізноманітних країн світу, основні проблеми щодо зміни клімату - вирубка лісів. Місцеві активісти провели сидячу акцію через холодний та дощовий день на площі Болівар, в центрі колумбійської столиці Боготи. Подальша зустріч проводилася в районі Какета, на півдні країни, де під егідою навчального центру DeJusticia 40 молодих екологів з колумбійської Амазонії збираються, щоб взяти участь у дні творчої активізації.

### Кот-д'Івуар
В Кот-д'Івуар відбулися протести проти запропонованої вугільної електростанції у Сан-Педро.

### Кенія
Кенійські протестувальники вимагали припинити плани уряду щодо будівництва нових вугільних електростанцій.

### Кірибаті
У Кірибаті відбувся протест, де студенти тримали плакати з гаслами «Ми не тонемо, ми боремося». Країна піддається великій загрозі підвищення рівня моря.

### Мальта
У Валлетті відбувся протест 300 чоловік, який організували члени Extinction Rebellion. Протестувальники оточили уряд і попросили парламент Мальти оголосити надзвичайну ситуацію з кліматом. Протест був схвалений декількома НУО та переслідував низку інших вимог, які вимагають справедливості щодо клімату.

### Непал
Молодь планувала протести в Непалі. Нещодавні катастрофи, включаючи шторм, в якому загинуло понад 25 людей у квітні, спалахи хвороб від яких загинули сотні, та різка зміна погоди, як повідомляється, непальців.

### Нігерія
Як повідомляється, у столиці Лагосі явка на протести була низькою. Однак в Абуджі протестувало більше людей, що налічували понад сотню. DEOBINNAZNATION, некомерційна організація в Нігерії також приєднується до робочої сили в Порт-Гаркорті, протестуючи проти неприйнятних змін клімату, що негативно впливають на людство.

### Німеччина

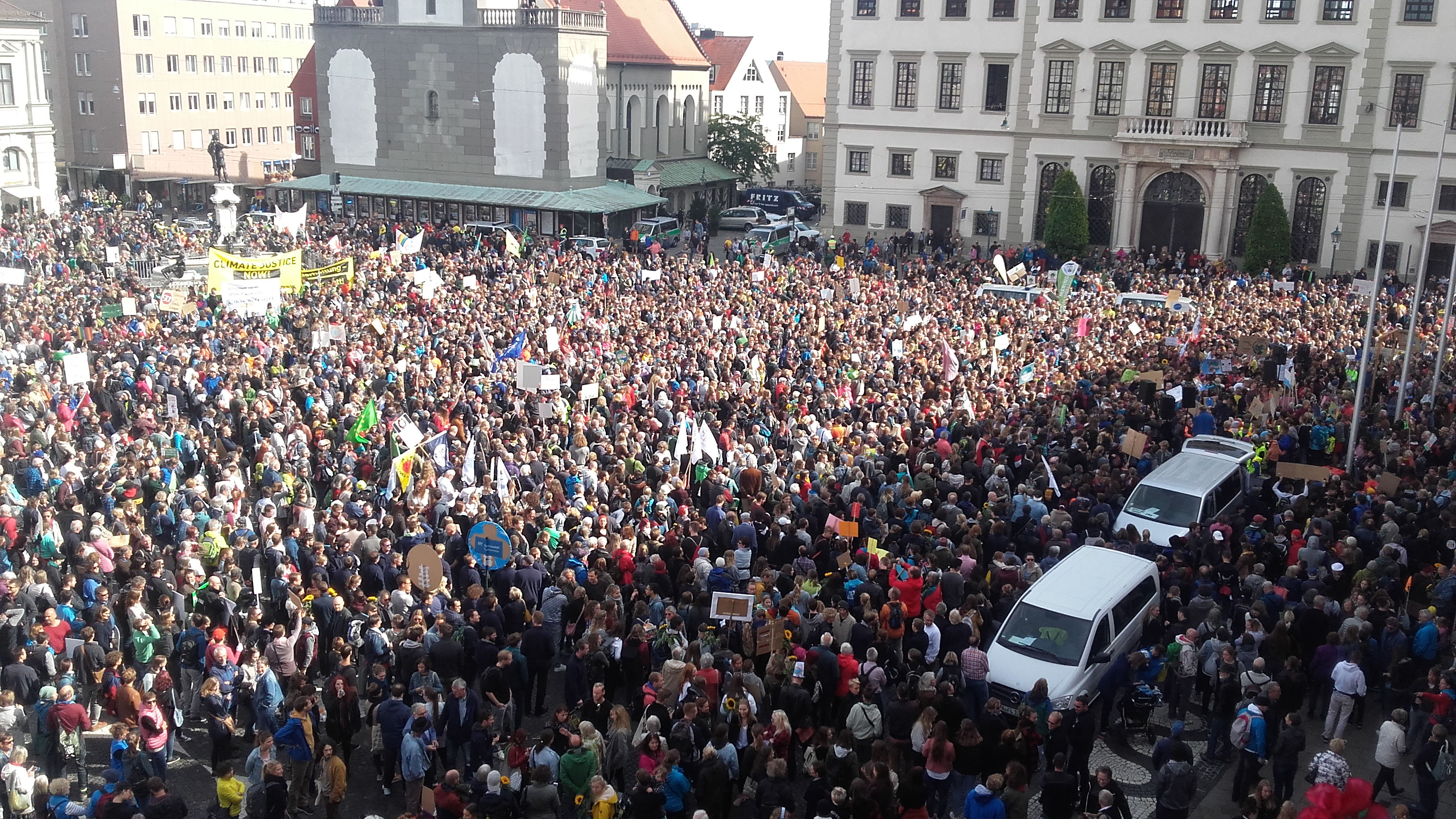
Протести в місті Аугсбург, Німеччина

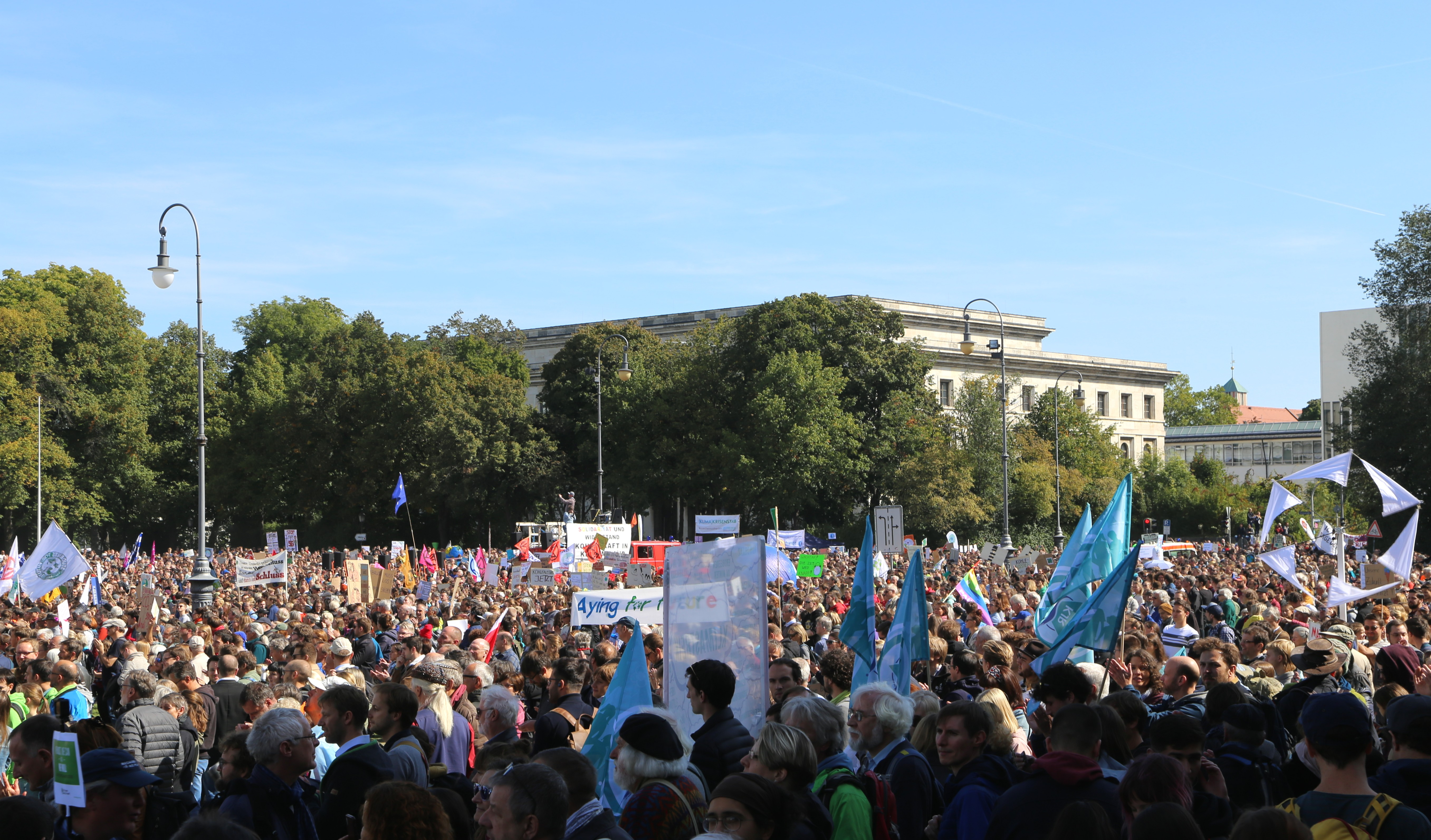
Протести в місті Мюнхен

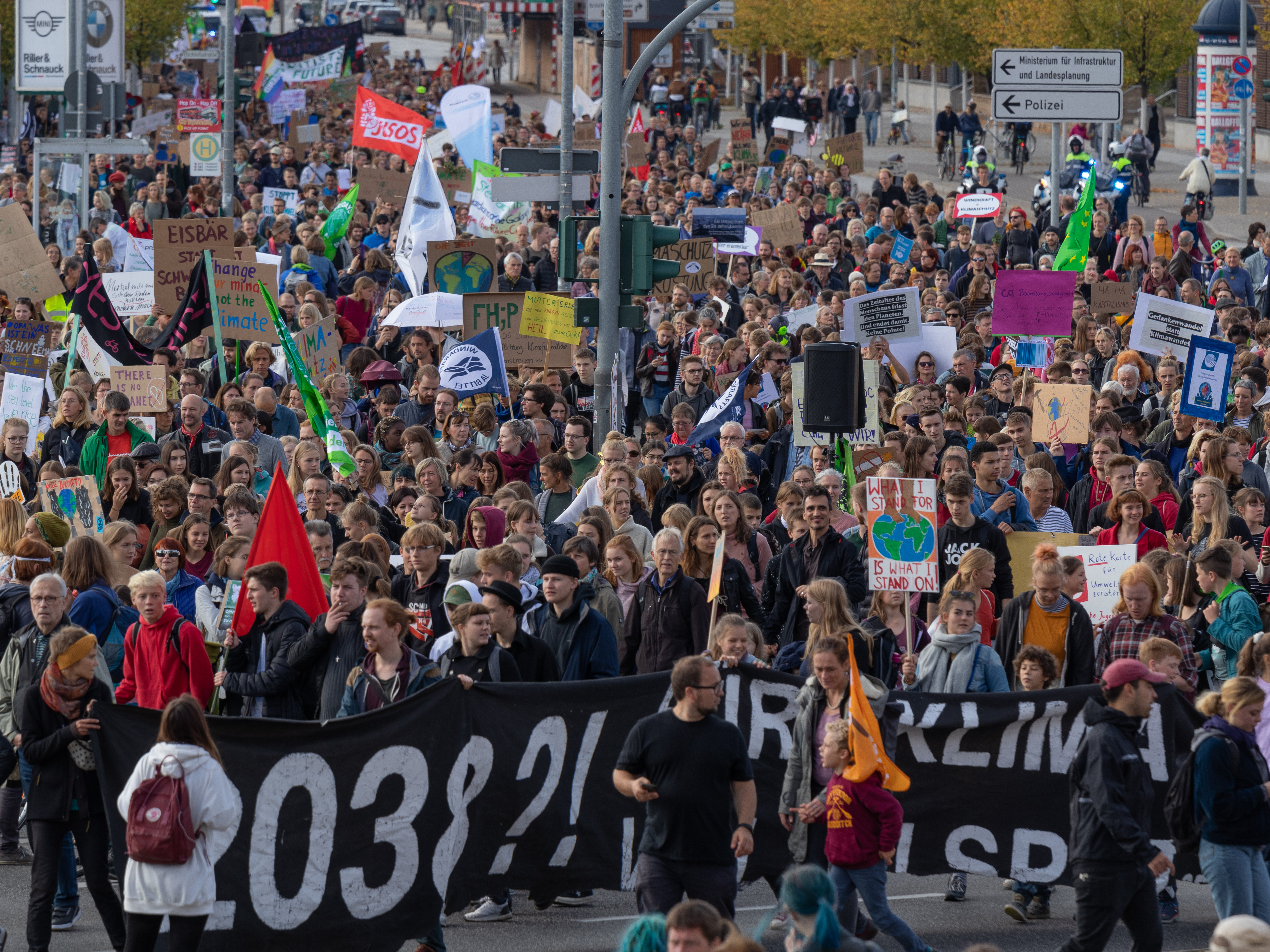
Протести в місті Потсдам

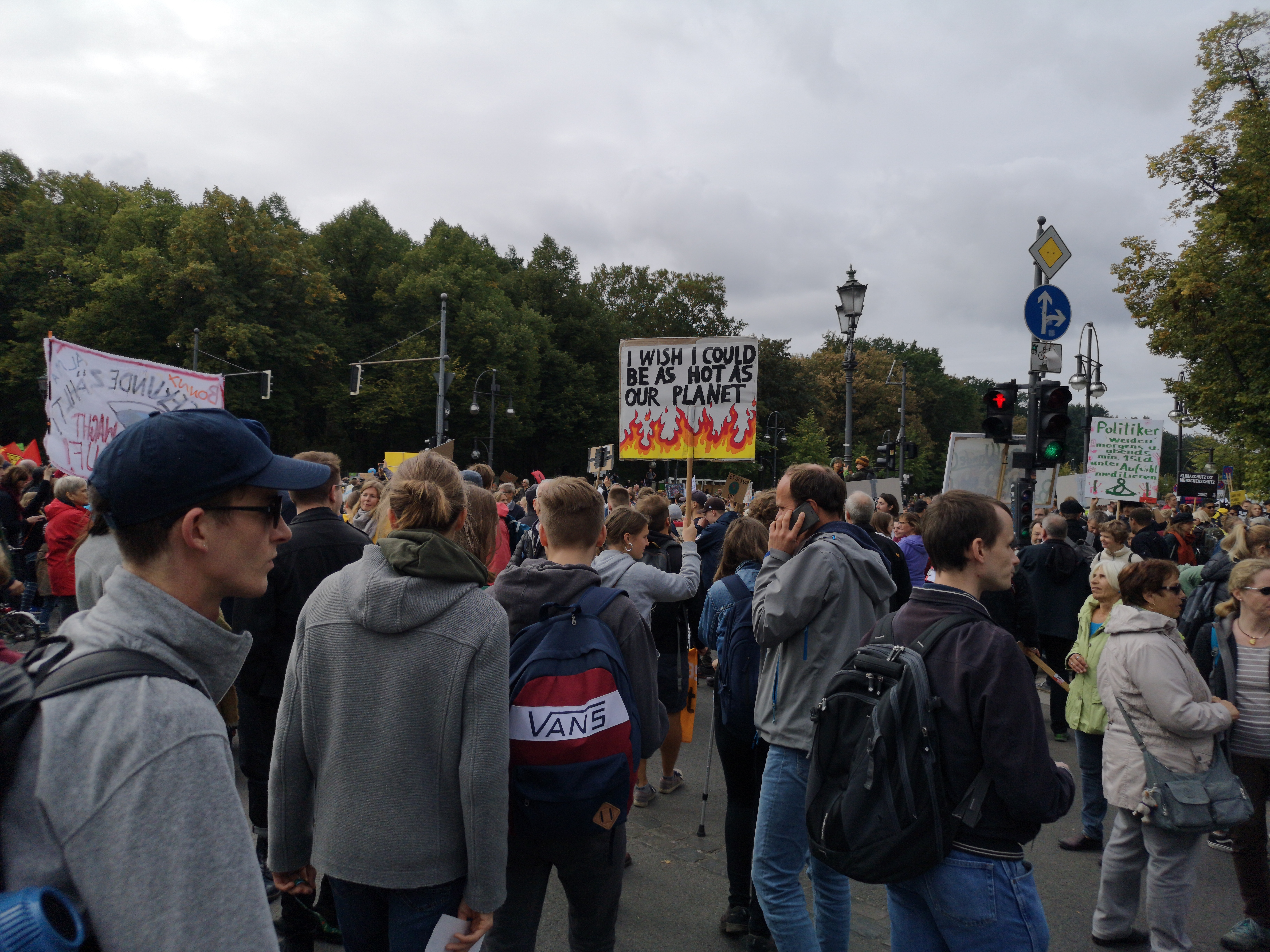
Протестуючі в Берліні

У Німеччині заплановано понад 500 страйків, Flixbus пропонує безкоштовний проїзд протестувальникам, які покажуть селфі як доказ.
Деякі німецькі компанії заохочували своїх співробітників до страйку, серед яких Flixbus, GLS Bank, пенсійний постачальник Hannoversche Kassen, вебсайт порівняння цін Idealo та енергетична компанія Naturstrom AG; Дюссельдорфські муніципальні працівники також мали право проводити страйк. За оцінками організаторів, до страйків в Німеччині приєдналися до 1,4 мільйона людей.

### Пакистан
Студенти, політики та екологи приєдналися до акцій протесту, які відбулися в 32 містах Пакистану. У Карачі протестувальники зібралися перед залом Фрере на чолі з Шима Кермані.

### Польща
Тисячі школярів приєдналися до дорослих протестів у Варшаві та інших містах. Польща виробляє 80 відсотків своєї електроенергії з вугілля.
Роками країна блокує прийняття амбітних кліматичних цілей. Багато середніх шкіл надавали учням вихідний день для участі.

### Південна Африка
По всій Південній Африці відбулося 18 протестів, включаючи протести, організовані Африканським кліматичним альянсом. Страйки підтримали Південноафриканська кампанія з продовольчого суверенітету, Кооперативний та Альтернативний Центр Політики, Earthlife Africa та Грінпіс. Вони також були схвалені Південноафриканською федерацією профспілок. Протести відбулися в штаб-квартирі енергетичної компанії Sasol, протестувальники закликали Sasol надати «справедливий план переходу, який відповідає потребам працівників, постраждалих громад, країн континенту та світу».

### Соломонові острови
На Соломонових островах протестувальники символічно виходили до моря, а не на вулиці, оскільки низькоросла нація піддається великому ризику підвищення рівня моря.

### США

#### Планування

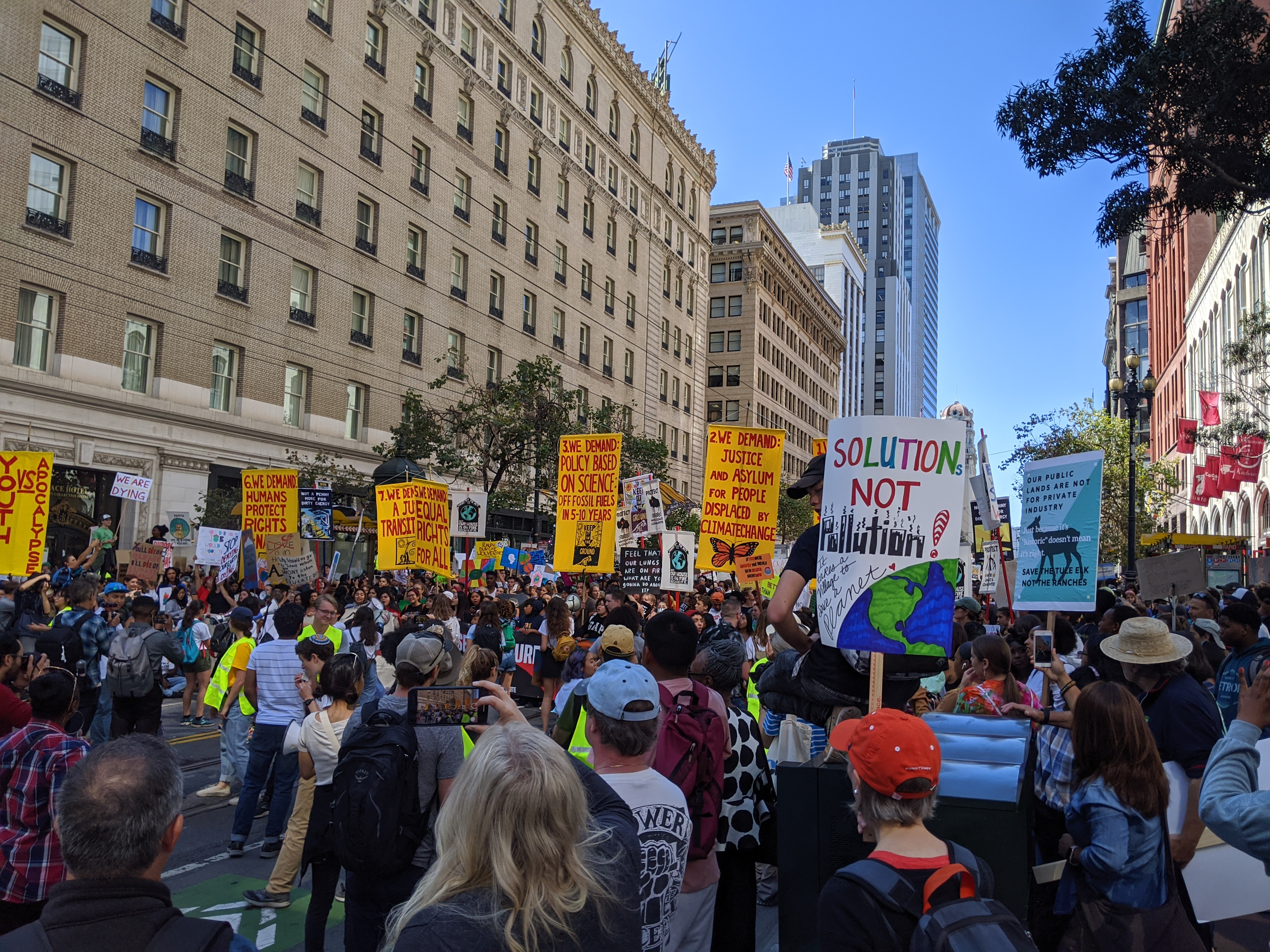
Протестувальники в Сан-Франциско, Каліфорнія.

Молодіжна коаліція проти кліматичних змін зібралася для співпраці в цій кампанії. Молодіжна протестуюча коаліція, яка координується Коаліцією за майбутнє, включає національні молодіжні групи, такі як «Нульова година», «Земне повстання», «П'ятниці для майбутнього США», «Схід сонця», «Молодіжний кліматичний страйк США», «Міжнародна молодіжна рада корінних жителів», «Охоронці Землі» та «Молоді повстання».
Окрім молодіжної коаліції, страйки активно підтримують дорослі які координують 350.org та March One. Доросла коаліція включає такі організації: Клуб Сьєрра, Центр народної демократії, Рада оборони природних ресурсів, MoveOn, Hip Hop Caucus та Оксфам.
На страйк реєструються молодь, якій виповнилося 18 років. Понад 10 000 молодих людей зареєструвались лише за два тижні, щоб проголосувати у штатах.

#### Загальнодержавні події
Подія є однією з найбільших кліматичних страйків в історії США. В усіх 50 штатах, Пуерто-Рико та Вашингтоні, округ Колумбія, було заплановано понад 1000 страйкових маршів. Шкільний округ Нью-Йорка, в якому навчається більше мільйона учнів, дав дозвіл молоді пропустити школу протягом дня, щоб взяти участь у страйку, навчальний округ Бостона теж зібрався на страйк, і Міністерство освіти Чикаго оголосило, що не відзначатиме відсутності учнів, якщо вони повернулися після страйку.
Під час протесту на Манхеттені 20 вересня виступила шведська кліматична активістка Ґрета Тунберґ, припливши до США через Атлантику в серпні 2019 року.

#### Підтримка
Кліматичні страйки 20 вересня отримали широку підтримку різних секторів громадянського суспільства, включаючи понад 2300 віруючих, які підписали лист на підтримку страйку.
Понад 600 медичних працівників підписали «записку лікаря», в якій випрошували учнів із школи, декларуючи, що кліматичний криза є надзвичайною ситуацією для здоров'я.
Численні компанії, включаючи Ben & Jerry's, Patagonia та Lush Cosmetics, оголосили, що 20-го числа будуть закриті для підтримки страйку.
Більше 6 000 вебсайтів, включаючи Tumblr та WordPress, оглядатимуть страйк у п'ятницю.
Понад 900 працівників Amazon підписали внутрішню петицію, в якій пообіцяли вийти на марш через відсутність дій Amazon щодо зміни клімату. За день до страйку генеральний директор Amazon Джефф Безос оприлюднив новий масштабний план боротьби зі зміною клімату та зобов'язався досягти цілей Паризької угоди ООН на 10 років достроково.

### Танзанія
У Дар-ес-Салам відбувся марш на чолі з маршируючою групою.

### Таїланд
Понад 200 людей штурмували будівлю секретаря навколишнього середовища Таїланду та прикидались мертвими під час сканування «врятуй нашу Землю».

### Туреччина
Осередки протестів у Туреччині були в районах Стамбула Кадикей та Шишлі. Активістами підліткового захисту клімату керував 13-річний Атлас Саррафоглу та 18-річна Селін Герен.

### Уганда
У столиці Уганди, Кампалі, до протестів проти кліматичних змін приєдналися сотні дітей Уганди. До нього також приєдналася найвизначніша молодіжна активістка країни Лія Намургева, якій 15 років.

### Україна

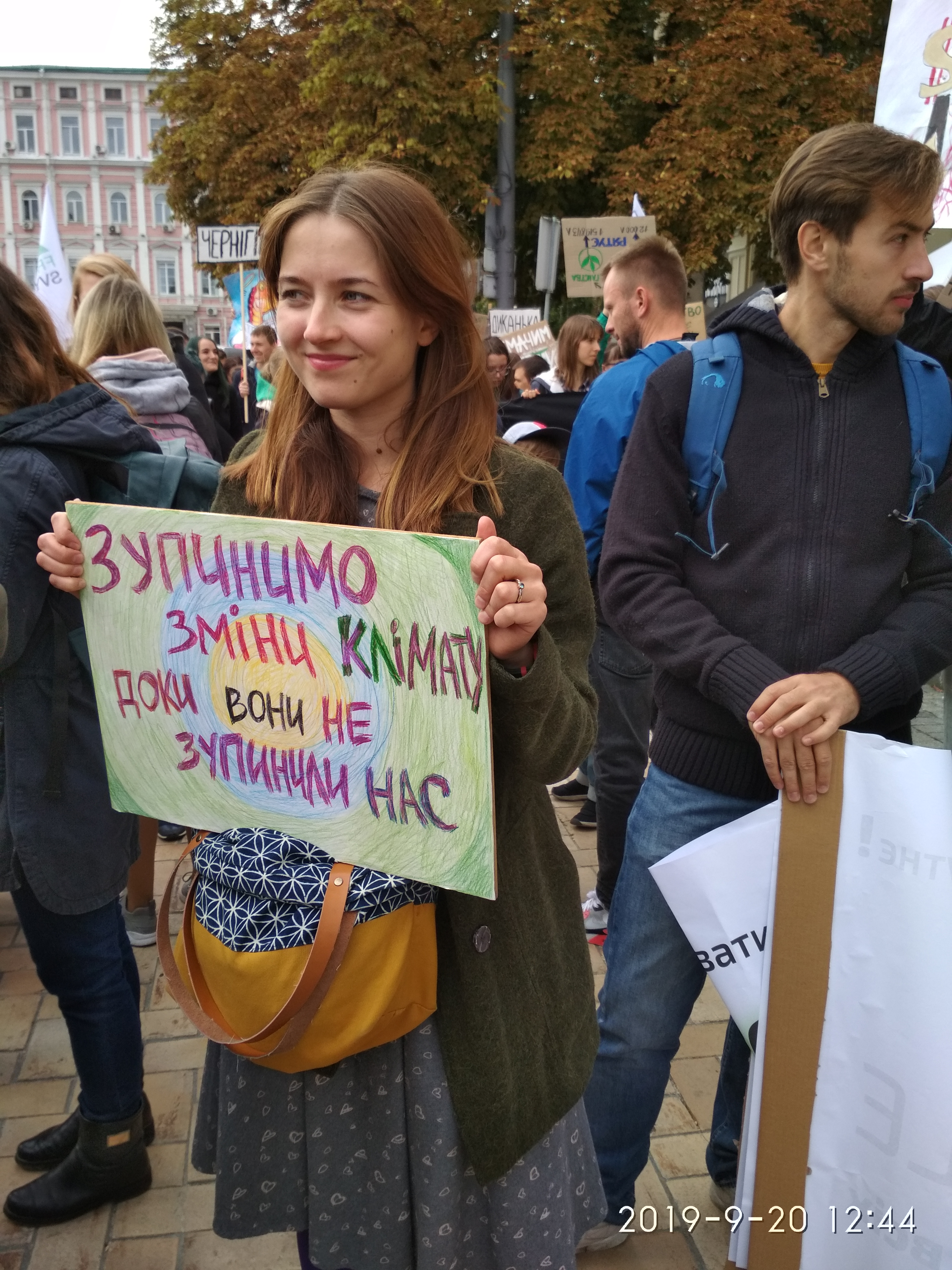
Учасниця кліматичного маршу у Києві

У Києві кліматичний марш зібрав близько 2000 людей із 21 міста. Учасники акції пройшли вулицями столиці та вимагали від Президента, Уряду та новоствореного Міністерства енергетики та захисту довкілля прийняти ряд рішучих дій стосовно найбільших екологічних загроз для України: зміни клімату, енергетики, промислового тваринництва, транспорту та відходів.
Біля Кабінету Міністрів до молоді вийшов новий міністр енергетики та захисту довкілля — Олексій Оржель. Він заявив, що амбітна кліматична політика буде пріоритетом для України, а новостворене міністерство буде робити все можливе, аби країна досягла нуль викидів парникових газів до 2050 року, або навіть швидше.
«У нас є шість основних вимог. Ми хочемо зупинити видобуток викопного палива в Україні, ми хочемо, щоб Україна перейшла на 100 % відновлювальної енергії, ми хочемо щоб заборонили виробництво одноразового пластику, щоб транспорт був зеленим, щоб зупинилися дотації в промислове тваринництво і загалом об'єднуючи ряд вимог — ми хочемо зберегти клімат в Україні та світі, бо це вже неможливо зробити однією країною. Ми хочемо щоб Україна до 2050 року стала вуглецевонейтральною», — розповіла представниця організації 350.org Інна Дацюк.
Учасники маршу передали листа з цими вимогами Президенту і міністру енергетики та екології.
Підтримати заклики молоді прийшли Уляна Супрун, гурт The Вйо, гурт Олів'є, дует Yuko, Latexfauna. До маршу долучилися школярі, студенти, екологічні активісти з 20 міст України, кілька десятків екологічних організацій.

### Франція
Організатори повідомили, що до протестів у Франції приєдналися 40 000 людей. Група з 9 400 демонстрантів приєдналася до мітингу в Парижі, серед яких також були анархісти Чорного Блоку під виглядом членів руху жовтих жилетів. 
Ці люди почали руйнувати магазини та вітрини, водночас підпалюючи мопеди та смітники. З 1 000 членів цього руху близько 120 було заарештовано. 300–400 старшокласників демонстративно пройшлись вранці в п'ятницю на вулицях Клермон-Ферран.

### Фіджі
У рамках страйку місцеві жителі розшукують пляжі, які захаращені сміттям піднімаючи прибираючи автомобільні шини та деталі двигунів на узбережжях на захід від столиці Фіджі — Суви.

### Фінляндія
Основний протест проходив у столиці Фінляндії Гельсінкі, а міська рада давала студентам дозвіл на участь у демонстрації. 
Інші страйки проводилися також у кількох інших містах, таких як Еспоо, Турку, Тампере, Оулу та Рованіемі.

### Філіппіни
Всього в країні зафіксовано 17 страйків. Філіппінські активісти також пішли на честь загиблих за захист навколишнього середовища. У 2018 році повідомлялося, що Філіппіни є найбільш смертельною країною для тих, хто захищає довкілля та землю.

### Чилі
Протести в основному проводяться в столиці Чилі Сантьяго, в цілому по країні проводяться 19 протестів. Протестувальники на головній алеї міста Аламеда закликали "Ми вимагаємо переходу на 100% відновлювані ресурси", тоді як інші протестувальники через групу Future Santiago вимагали, що "Наша головна вимога - оголосити кліматичну та екологічну надзвичайну ситуацію, і що це означає закриття вугільних термоелектричних установок до 2030 року та тих, які застаріли наприкінці року ".

### Чехія
Як повідомляється, близько тисячі людей зібралися в Празі. Було відзначено, що близько 2000  школярів та студентів разом із дорослими з дітьми прийшли на Старомістську площу у центрі Праги, ініційовано студентами з чеського відділення екологічного руху «П’ятниці для майбутнього», натхненного Гретою Тунберг. Напередодні маршу багато студентів та виступили з промовою на міській площі.
Студенти розпочали акцію протесту «Тиждень клімату», яка готується запропонувати низку освітніх та культурних програм та лекцій, які планують проводити до 27 вересня. Маршу протистояло близько десятка опонентів, членів та послідовників партії "Вільні громадяни", проте все пройшло спокійно і мирно.

### Японія
У Японії було проведено понад десяток мітингів, в тому числі один з них в районі Шібуя в Токіо, з явкою близько ста чоловік. Організатори кажуть, що 5 000 людей протестували по всій Японії.